# 高松市保健所
高松市保健所（たかまつしほけんじょ）は、地域保健法に基づき香川県高松市に置かれている保健所である。高松市は中核市であるため、国から二号市に指定されている。

## 概要
かつては香川県が設置した高松保健所がその業務を管轄していたが、1999年（平成11年）の中核市移行に伴う権限委譲で、高松市独自の保健所を設置することになった。設置当初は鍛冶屋町の高松市保健指導課跡地を暫定的な庁舎としていたが、2001年（平成13年）には総工費約22億円をかけて桜町一丁目の現在地に新庁舎が完成した。
保健所から道を挟んだ向かい側には、総事業費約38億円をかけて1994年（平成6年）7月に開館した保健センターがある。

## 経緯
- 1999年（平成11年）4月1日 - 高松市の中核市指定に伴い、国から保健所政令市（二号市）に指定され、高松市役所所轄の高松市保健所が発足。
- 2001年（平成13年）8月6日 - 桜町一丁目（現在地）の新庁舎が業務開始。
- 2005年（平成17年）9月26日 - 香川郡塩江町が高松市に編入され、当該地域が香川県東讃保健所から高松市保健所に移管される。
- 2006年（平成18年）1月10日 - 木田郡牟礼町・庵治町、香川郡香川町・香南町、綾歌郡国分寺町が高松市に編入され、当該地域が香川県東讃保健所から高松市保健所に移管される。

## 所在地・組織

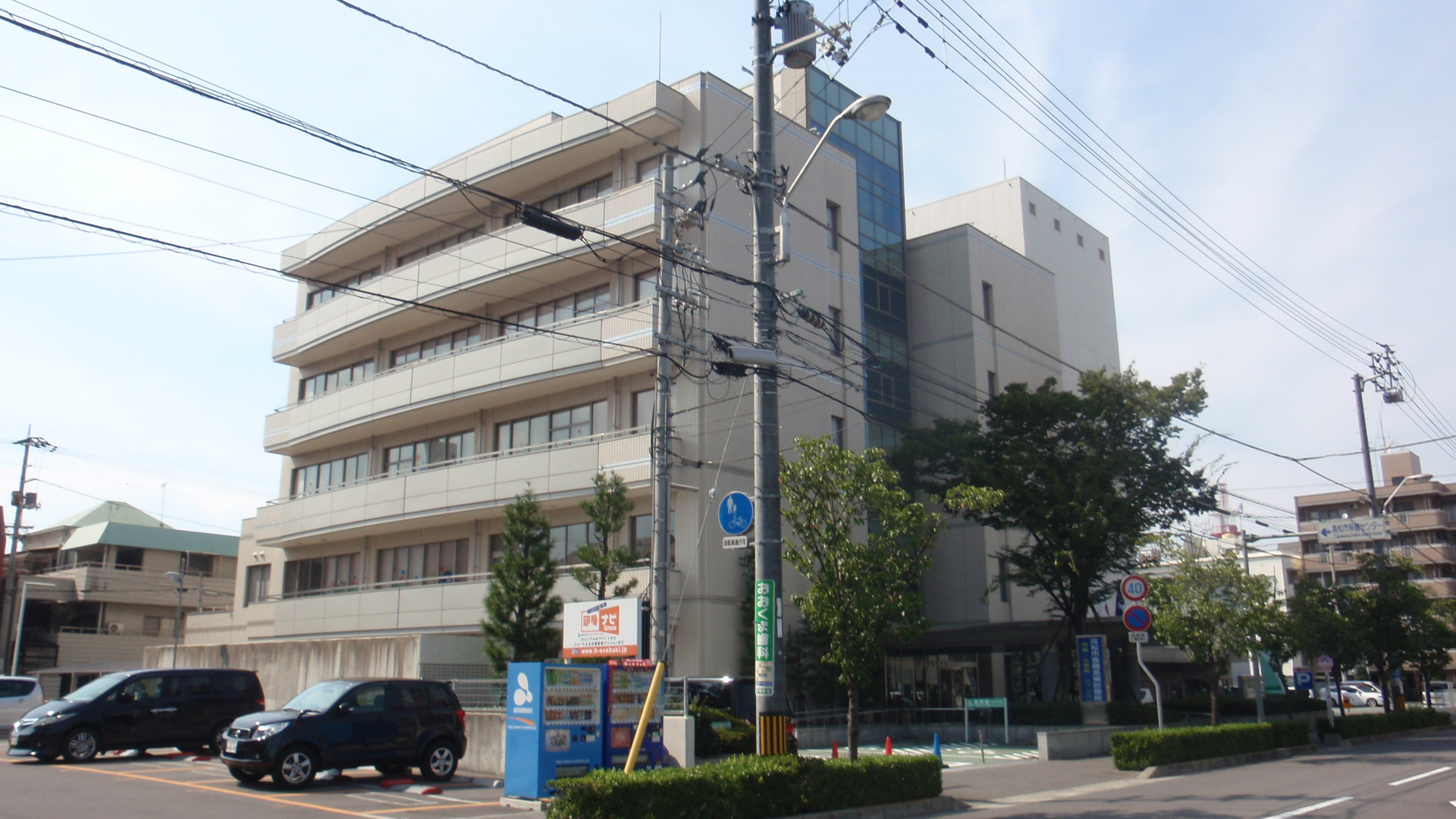
道路を挟んで向いに位置する保健センター

所在地：香川県高松市桜町一丁目10番27号
- 保健対策課
  - 感染症対策室
  - 地域医療対策室
- 生活衛生課
- 地域包括支援センター
- 保健センター

## 保健施設
- 保健センター：高松市桜町一丁目9番12号
- 食肉衛生検査所：高松市郷東町字新開587番地197

## 交通アクセス
- JR高徳線栗林駅
- ことでん琴平線栗林公園駅
- ことでんバスショッピング・レインボー循環バス「高松市保健センター」バス停下車